# بنو معقل
بنو معقل من أوفر قبائل العرب ومواطنهم بقفار المغرب الأقصى بقبلة تلمسان، وينتهون إلى المحيط الأطلسي من جانب الغرب. كان دخولهم إلى شمال افريقيا مع بني هلال. ذكر ابن خلدون في تاريخه أن موطنهم الأصلي زمن القرامطة كان إقليم البحرين في شرق الجزيرة العربية.

## أصل القبيلة
تنتسب قبيلة المعقل الى:
- معقل بن موسى الهراج بن محمد بن جعفر الأمير بن إبراهيم الأعرابي بن محمد الجواد بن علي الزينبي بن عبد الله بن جعفر الطيار بن أبي طالب بن عبد المطلب بن هاشم بن عبد مناف بن قصي بن كلاب بن مرة بن كعب بن لؤي بن غالب بن فهر بن مالك بن النضر بن كنانة بن خزيمة بن مدركة بن إلياس بن مضر بن نزار بن معد بن عدنان.[1]

قال ابن خلدون في مقدمته:
| بنو معقل | أصل القبيلة المعقل من عرب اليمن وجدّهم اسمه ربيعة بن كعب بن ربيعة بن كعب بن الحارث، من الحارث بن كعب بن عمرو بن علة بن جلد بن مذحج بن أدد بن زيد بن كهلان على قول ابن خلدون أما نسابتهم فيقولون والقول دائما لابن خلدون أنهم من آل البيت من بني جعفر الطيار وجدهم معقل بن موسى الهراج بن محمّد بن جعفر الأمير بن إبراهيم الأعرابي بن محمد الجواد بن علي الزينبي بن عبد الله بن جعفر الطيار بن أبي طالب | بنو معقل |

ردّ على ابن خلدون أحمد بن خالد الناصري السلاوي في كتابه طلعة المشتري في النسب الجعفري الذي قال أن:
| بنو معقل | جد بني معقل هو معقل بن موسى الهراج بن محمّد بن جعفر الأمير بن إبراهيم الأعرابي بن محمد الجواد بن علي الزينبي بن عبد الله بن جعفر الطيار بن أبي طالب. | بنو معقل |

## فروع القبيلة
وهم ثلاثة بطون رئيسية:
1. ذوي عبيد الله: عبد الله بن صغير بن معقل
2. ذوي منصور: منصور بن محمد بن معقل
3. ذوي حسان: (بنو حسان قبيلة) وهو حسان بن مختار بن محمد بن معقل

فذوي عبيد الله مواطنهم بين تلمسان وتاوريرت في التل وما يواجهها من القبلة. ومواطن ذوي منصور من تاوريرت إلى بلاد درعة فيستولون على ملوية كلها إلى سجلماسة، وعلى درعة وعلى ما يحاذيها من التل مثل تاري وغساسة ومكناسة وفاس وبلاد تادلا والمقدر. 
ومواطن ذوي حسان من درعة والساورة وتيديكلت إلى المحيط الأطلسي، وينزل شيوخهم في بلد نول قاعدة السوس فيستولون على السوس الأقصى وما إليه، وينتجعون كلهم في الرمال إلى مواطن الملثمين من كدالة ومستوفة ولمتونة وقد استولوا علي تلك البلاد المعروفة حاليا بموريتانيا وفرضوا لهجتهم العربية المعروفة بالحسانية نسبة إليهم وقد أنشأوا الإمارات الحسانية.
ومن بطون المعقل أيضا
- الثعالبة وهم بنو ثعلب بن صغير بن معقل
- الرقيطات وهم بنو جلال وسالم وعثمان بن محمد بن معقل
- بنو كلاب وهم بنو كلاب بن أبي كلاب بن إبراهيم بن أحمد بن حامد بن عقيل بن معقل وهي تشكل القبيلة الأكبر حاليا في الجزء الشمالي حيث تمتد أراضيهم من إقليم قلعة السراغنة إلى الحدود مع إقليم خنيفرة ذي الغالبية الأمازيغية، وهم بذلك يستوطنون أكثر من خمسة أقاليم إضافة إلى عائلات وأفراد القبيلة الذين انتشروا خلال ما يعرف بالسيبة في بقية المناطق «العربية» المغربية وبعدها.